# Région Nord (Brésil)
La région Nord (portugais : região Norte) est l'une des cinq régions statistiques qui divisent le Brésil. 
Elle se situe dans la zone équatoriale du pays et connaît de très fortes précipitations tout au long de l'année.
Ses principales villes, au regard de la population, sont : Manaus (1 403 796) ; Belém (1 279 861) ; Ananindeua (392 947) ; Porto Velho (314 525) ; Macapá (282 745) ; Santarém (262 721) ; Rio Branco (252 885) ; Boa Vista (200 383) ; Palmas (208 000) ; Araguaína (122 000).
La population de la région nord était de près de 16 millions d'habitants en 2010 (d'après l'IBGE).